# (Old Dogs, Children and) Watermelon Wine
"(Old Dogs, Children And) Watermelon Wine" är en singel från 1972 av Tom T. Hall. Låten var Tom T. Halls tredje singeletta på de amerikanska countrylistorna. "(Old Dogs, Children And) Watermelon Wine" toppade listan i en vecka, och tillbringade totalt 13 veckor på listan.
Sångtexten är baserad på en verklig händelse som inträffade när Hall besökte Demokraternas partikonvent i Miami 1972 och bodde på ett hotell i Miami Beach. Han samtalade där med en äldre svart hotellanställd man som berättade om sitt liv.
Låten har senare tolkats av artister som Frankie Laine och Ferlin Husky.
Alf Robertson spelade 1977 in låten på svenska under titeln Hundar och ungar och hembryggt äppelvin, med ny text av honom själv. Hans version kom även in på Svensktoppen, där den låg i 10 veckor under perioden 2 november 1980 - 18 januari 1981. I Alf Robertsons version är platsen Östersund istället för Miami och samtalet sker med en äldre städerska.

## Listplaceringar
| Lista (1972–1973)                 | Topplacering |
| --------------------------------- | ------------ |
| Kanada (RPM Country Tracks)       | 1            |
| USA Billboard Hot Country Singles | 1            |

### Fotnoter
1. ↑  Whitburn, Joel (2004). The Billboard Book of Top 40 Country Hits: 1944-2006, Second edition. Record Research. sid. 149
2. ↑  Randall, Alice; Little, Carter; Little, Courtney (2006). My Country Roots: The Ultimate MP3 Guide to America's Original Outsider Music. Thomas Nelson, Inc. sid. 92. ISBN 1-59555-860-8
3. ↑  ”Svensk mediedatabas”. Arkiverad från originalet den 26 maj 2011. https://www.webcitation.org/5yxgYL3vZ?url=http://smdb.kb.se/catalog/id/001892094. Läst 23 april 2011.
4. ↑  ”Svensktoppen”. 26 februari 1980. Arkiverad från originalet den 30 maj 2011. https://www.webcitation.org/5z3l6yiyc?url=http://sverigesradio.se/Diverse/AppData/Isidor/files/2023/3478.txt. Läst 30 maj 2011.
5. ↑  ”Svensktoppen”. 26 februari 1981. Arkiverad från originalet den 30 maj 2011. https://www.webcitation.org/5z3lBAgw0?url=http://sverigesradio.se/Diverse/AppData/Isidor/files/2023/3479.txt. Läst 30 maj 2011.